# 武汉大学电气与自动化学院
武汉大学电气与自动化学院是武汉大学的一个学院，位于工学部，第一次创建于1934年，后在1952年的院系调整中被调出，1959年由武汉水利电力学院复设。

## 历史
- 1935年，国立武汉大学成立电机工程系。
- 1952年—1953年，武汉大学电机工程系被整体调入华中工学院（现华中科技大学）。
- 1959年，武汉水利电力学院成立电力工程系。
- 1964年，武汉水利电力学院将电力工程系改名为三系，1965年1月，哈尔滨工业大学电机工程系的高电压技术与绝缘技术专业和北京电力学院的电厂化学专业师资和学生被调入武汉水利电力学院，被并入三系。外号“雷公电母”的高压电技术专家解广润，陈慈萱伉俪调入三系任教。
- 1975年，武汉水利电力学院三系分化组建了发电厂及电力系统系、高电压技术及设备系、电厂热自与电厂化学系以及水电站动力设备系；1977年发电厂及电力系统系和高电压技术及设备系合并组建了电力工程系，并于1980年6月，增设电子技术专业。
- 2000年，武汉大学、武汉水利电力大学、武汉测绘科技大学、湖北医科大学四校合并，武汉大学、武汉水利电力大学、武汉测绘科技大学电气相关专业整合，电气工程学院成立。电厂热能工程自动化专业在1997年发展并更名为自动控制系，2000年更名为自动化系加入武汉大学动力与机械学院[2]
- 2018年10月25日，武汉大学自动化系（包括自动化专业）师生从动力与机械学院整体调整至电气工程学院，更名为人工智能与自动化系，电气工程学院更名为电气与自动化学院。[3]

## 本科
- 电气工程（教育部高等学校第一类特色专业建设点、国家级一流本科专业建设点、教育部卓越工程师培养计划建设项目）
- 自动化（国家级一流本科专业建设点）
- 储能科学与工程

## 研究生[4]
- 博士后流动站
  - 电气工程
- 博士
  - 电气工程（一级学科）
    - 电力系统及其自动化
    - 高电压与绝缘技术
    - 电力电子与电力传动
    - 电力建设与运营
    - 电工理论与新技术

  - 控制科学与工程（一级学科）
    - 控制理论与控制工程
- 硕士
  - 二级学科硕士学位授权点
    - 电力系统及其自动化
    - 高电压及绝缘技术
    - 电力电子与电力传动
    - 电工理论及新技术
    - 脉冲功率与等离子体技术
    - 控制理论与控制工程

  - 专业学位工程硕士点
    - 电气工程
    - 控制工程

## 著名校友
- 俞大光，1944年毕业于武汉大学电机系，中华人民共和国核武器引爆控制系统和遥测系统专家，中国工程院院士。
- 张效祥，1943年毕业于武汉大学电机系，中国计算机专家，曾担任中国人民解放军总参谋部第五十六研究所所长中科院院士。
- 张钟俊，中国自动控制理论专家，中国科学院院士，曾担任武汉大学电机系教授，1939年调任中央大学。
- 潘垣，磁约束聚变技术和高功率脉冲电源技术专家，中国工程院院士，武汉大学电机系1951级本科生，1953年转入华中工学院。
- 彭方正，电力电子专家，美国工程院院士，IEEE Fellow，匹茨堡大学讲席教授。1983年毕业于武汉水利电力学院电力工程系电子技术专业，获得学士学位。
- 何金良，清华大学电机工程与应用电子技术系教授，IEEE Fellow，博洛尼亚科学院院士，主要从事电磁暂态及防护、智能材料及装备等方面的研究工作。入选中华人民共和国教育部2009年度"长江学者"特聘教授。1988年本科毕业于武汉水利电力学院电力工程系高电压工程专业。
- 曾祥君，电力系统专家，长江学者特聘教授、国家杰出青年基金获得者、国家百千万人才工程及国家有突出贡献中青年专家。1996年毕业于武汉水利电力大学电力工程系获得硕士学位。现任民盟湖南省委副主委、长沙理工大学副校长。
- 王瑾，电力电子专家，IEEE Fellow，美国俄亥俄州立大学终身正教授。2011年荣获IEEE Richard M. Bass杰出青年电力电子工程师奖。2001年毕业于武汉大学电气工程学院获得硕士学位。